# EP (Non voglio che Clara)
Il primissimo EP dei Non voglio che Clara uscito nel 2001. Pubblicato con l'etichetta Fosbury Records.

## Tracce
1. La sera prima del trasloco
2. Portami al cinema
3. Un mese a Dublino
4. Amore e affettuosità
5. Dall'oggi al domani